# Диверсант (игра)
«Диверсант» — аркадная игровая программа, созданная в 1989 году для самодельного компьютера Радио-86РК Юрием Михайловским, г. Харьков.
Игра вошла в ряд самых популярных динамических игр для Радио 86РК таких как Клад, Шахматы, Xonix и т. д.

## Игровой процесс

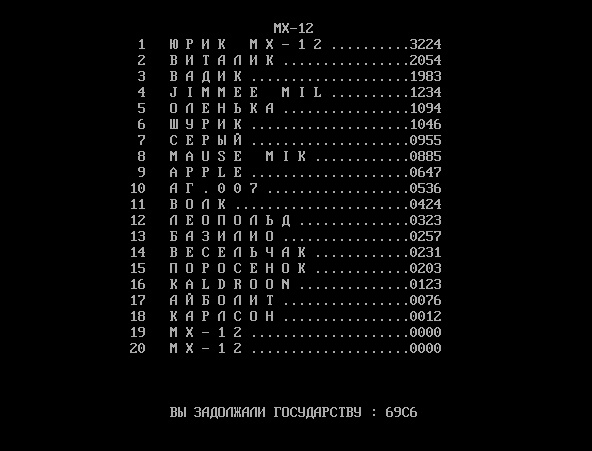
Таблица рекордов

Начинается игра с заставки, которая нарисована с использованием псевдографики. Игра требует небольшой процессорной мощности компьютера, так как использует символьный способ отображения. Динамика игры требует от игрока прежде всего быстроты и ловкости.
Сюжет игры заключается в том, что мобильная зенитная установка должна защитить город от нашествия марсиан «с воздуха», стреляя в корабли и выпрыгивающих диверсантов. Установка свободно передвигается и взлетает под управлением кнопок со стрелками.
Игрок с помощью движущейся платформы стреляет вверх, и ему необходимо расстреливать врагов. За это даются очки, и особую ценность представляют попадания в спускающихся диверсантов. Не попав в диверсанта, можно защитить город, подставив под него платформу, но очки за такую операцию не начислятся. За каждый выстрел снимаются очки, так что надо стрелять точнее. Набор очков способствует дальнейшему прохождению игры. По мере игры скорость движения кораблей увеличивается и оборонять город всё тяжелее и тяжелее.
В игре имеется система автонаведения, когда установка сама выстреливает при проезде платформы под движущимся врагом, но стрелять в корабли нужно по-прежнему вручную. Она позволяет выжить, облегчить игру на больших скоростях, и включается она по достижении некоторого числа очков. Поэтому очень важно с первых секунд игры обезвреживать диверсантов именно выстрелами вверх, приносящими максимум очков.
Заканчивается игра при высадке на территории игрока 10 диверсантов.
Имеется 3 уровня сложности. Игра отличается звуковыми эффектами по сравнению с другими играми на Радио 86РК, которые либо совсем не имеют звуков, либо издают примитивные щелчки и писки.

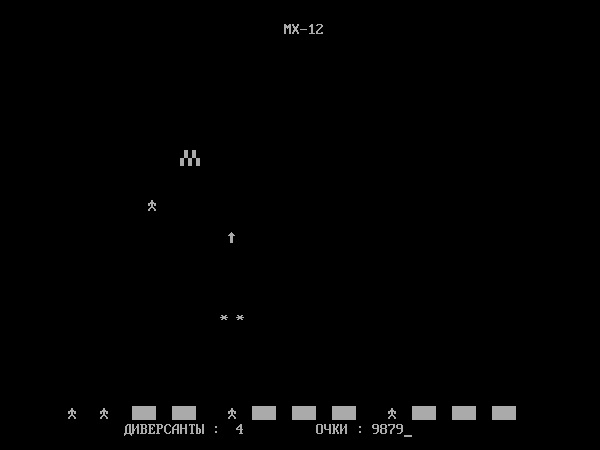
Игра «Диверсант» для Радио 86РК

## Разработка и особенности игры
Объём игры составляет 5,9 килобайт, из них половину занимает текст инструкции и начальная заставка.
Написана на Ассемблере для ИК80 (ВМ80) с использованием Редактора и Ассемблера для РК86 *Микрон*.
Диверсант — одна из немногих игр, которая перепрограммирует контроллер дисплея. В процессе игры параметры возвращаются в нормальный режим.
При появлении начальной заставки исчезают чёрные горизонтальные полосы между строками, которые портили бы изображение.